# 15e régiment de voltigeurs de la Garde impériale
Le 15e Voltigeurs de la garde est un régiment français des guerres napoléoniennes. Il fait partie de la Jeune Garde

## Historique du régiment
- 1814 - Créé et nommé 15e régiment de Voltigeurs de la garde impériale
- 1814 - Dissout.

## Chef de corps
- 1814 : Joseph Leclerc

## Batailles
Ce sont les batailles principales où fut engagé très activement le régiment. Il participa évidemment à plusieurs autres batailles, surtout en 1814.
- 1814 : Bar-sur-Seine, Meaux, Laon et Paris